# Comité Olímpico Nicaragüense
El Comité Olímpico Nicaragüense (código COI: NCA) es el Comité Olímpico Nacional que representa a Nicaragua. También es el organismo responsable de la representación de Nicaragua en los Juegos Olímpicos.
Sus oficinas están ubicadas en el Reparto Las Palmas, Managua.

## Historia
El Comité Olímpico Nicaragüense fue fundado en 1959 y reconocida por el Comité Olímpico Internacional ese mismo año.